# Magnuszew (ville)
Pour les articles homonymes, voir Magnuszew.
Magnuszew (prononciation : [maɡˈnuʂɛf]) est une ville polonaise de la gmina de Magnuszew dans le powiat de Kozienice de la voïvodie de Mazovie dans le centre-est de la Pologne.
Le ville est le siège adiministratif de la gmina appelée gmina de Magnuszew.
Il se situe à environ 23 kilomètres au nord-ouest de Kozienice (siège du powiat) et à 59 kilomètres au sud-est de Varsovie (capitale de la Pologne).
Le village possède approximativement une population de 800 habitants en 2012.

## Histoire
De 1975 à 1998, le village appartenait administrativement à la voïvodie de Radom.